# موش جزیره اینجل
موش جزیره اینجل (نام علمی: Peromyscus guardia) نام یک گونه از سرده موش‌های آهویی است.